# Theodor Schubach
Theodor Schubach (* 1985 in Berlin) ist ein deutscher Komponist.

## Leben
Schubach besuchte von 1997 bis 2004 die Spezialschule für Musik Dresden. Während seiner Schulzeit erhielt er Klavier- bei Gunnar Nauck und Marlies Jacob und Improvisationsunterricht bei Anja Damianow und Ute Pruggmayer-Philipp.
Nach dem Abitur studierte er Dirigieren bei Ekkehard Klemm, Komposition bei Wilfried Krätzschmar und Jörg Herchet und Elektroakustische Musik (am Studio für Elektronische Musik) bei Franz Martin Olbrisch und Michael Flade an der Hochschule für Musik Carl Maria von Weber Dresden sowie Komposition bei Clemens Gadenstätter und Mark Andre an der Universität für Musik und darstellende Kunst Graz. Zusätzlich nahm er an Meisterkursen bei Brian Ferneyhough, Bernhard Lang, Enno Poppe und Rebecca Saunders u. a. in Tel Aviv, Warschau und Graz teil. Seit 2011 ist er im Master-Studium Komposition und Computermusik bei Marco Stroppa und Piet Johan Meyer an der Hochschule für Musik und Darstellende Kunst Stuttgart immatrikuliert.
Seine Werke wurden u. a. durch die Sänger Lisa Fornhammar und Anna Palimina sowie den Pianisten Ian Pace interpretiert. Außerdem führten bereits das ensemble courage, das Ensemble Sortisatio, die Dresdner Philharmonie (KlangNetz Dresden) und das Loh-Orchester Sondershausen seine Stücke auf. Gehör fanden seine Kompositionen bisher beim Festival Next Generation des Zentrums für Kunst und Medientechnologie (ZKM) in Karlsruhe, beim Resonanzen-Festival für Hörkunst in Leipzig, bei den Darmstädter Ferienkursen und in der Experimentalstudio-Akademie/matrix 10 in Freiburg.

## Werke (Auswahl)
- Für vier Lautsprecher und ein Mikrophon (2007)
- Grundriss (2008)
- Resonanzen II (2009)
- Resonanzen – Aurora für Orchester und Stimme (2010)
- neues Stück für zwei Klaviere und Live-Elektronik (2011)
- Grundriss für Violoncello solo (2011)
- kerben/Traumprotokolle/Resonanzen für Orchester und Violoncello (2012)
- schreiben/sanden für Klavier (2012)

## Auszeichnungen
- Dritter Preis beim Nationalen Bach-Wettbewerb für junge Pianisten in Köthen (1999)[4]
- Erster Preis beim Sächsischen Landeswettbewerb Improvisation (2002)
- Preis beim Bundeswettbewerb Jugend musiziert in Weimar (2003)[5]
- Stipendium des Bundesministeriums für Bildung und Forschung und der Sparda-Bank Baden-Württemberg (Deutschlandstipendium) (2012)[5]
- Kompositionsstipendium der Landesmusikakademie Sondershausen (2012)
- Karl-Steinbuch-Stipendium der MFG Stiftung (2012)[6]
- Zweiter Preis beim Kompositionswettbewerb des London Ear Festival (2013)[7]
- Casa Baldi, Stipendium der Deutschen Akademie Rom Villa Massimo (2016)[8]